# Trio pour clarinette, alto et piano
Un Trio pour clarinette, alto et piano est une œuvre de musique de chambre  écrite pour clarinette, alto et piano et désigne également un ensemble musical composé d'un groupe de trois musiciens jouant de ces instruments. Cette combinaison d'instruments diffère des autres combinaisons, car l'alto et la clarinette partagent approximativement le même ambitus musical, mais pas le même timbre.

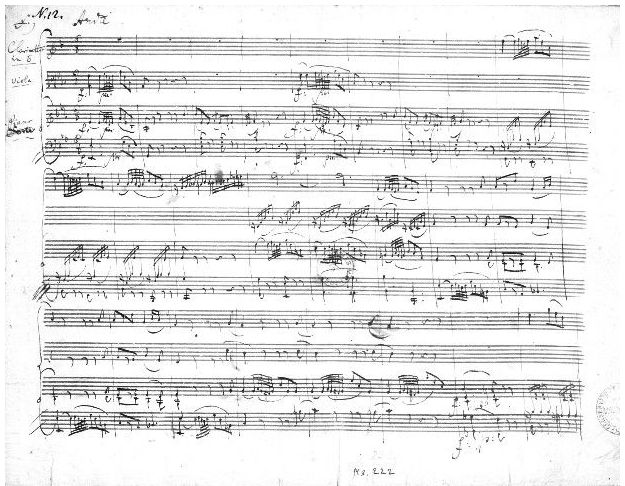
Première page du manuscrit autographe du Kegelstatt Trio, K. 498 pour clarinette, alto et piano en mi bémol majeur de Wolfgang Amadeus Mozart

Le compositeur autrichien Wolfgang Amadeus Mozart a été le premier à écrire pour cet ensemble d'instruments avec le Trio Kegelstatt, K. 498 (1786), qui a contribué à populariser la clarinette dans la musique classique. Les compositeurs allemands Robert Schumann et Max Bruch ont également écrit les premières pièces pour clarinette, alto et piano ; cette combinaison a été de plus en plus employée en musique moderne et en musique contemporaine.

## Description
Un trio pour clarinette, alto et piano est une œuvre de musique de chambre écrite pour un ensemble musical composé d'un altiste, d'un clarinettiste et d'un pianiste. Le terme trio clarinette, alto et piano est également utilisé pour désigner ces musiciens.
Cette combinaison d'instruments diffère de l'instrumentation traditionnelle du trio avec piano - piano, violon et violoncelle - et d'autres combinaisons, comme le trio pour clarinette, violon et piano et le trio pour clarinette, violoncelle et piano, car l'alto et la clarinette partagent à peu près la même tessiture musicale. La combinaison de l'alto et de la clarinette se distingue par le timbre des instruments plutôt que par le registre (c'est-à-dire la hauteur de la note), comme dans le cas du violon par rapport au violoncelle). 
Le compositeur autrichien Wolfgang Amadeus Mozart a été le premier à écrire pour cette combinaison d'instruments avec son Trio Kegelstatt, K. 498 (1786). Le Trio de Mozart, ainsi que son Quintette avec clarinette, K. 581 (1789) et son Concerto pour clarinette, K. 622 (1791), ont été écrits alors que la clarinette était un instrument relativement récent. Ces trois compositions mettent en vedette la clarinette et ont contribué à la popularisation de l'utilisation de cet instrument dans les œuvres de chambre et les œuvres orchestrales. Les compositeurs allemands Robert Schumann (1810-1856) et Max Bruch (1838-1920) ont également écrit pour la clarinette, l'alto et le piano.

## Répertoire
Les œuvres écrites pour clarinette, alto et piano ont gagné en popularité à l'époque moderne. Le répertoire comprend :
- Kalevi Aho : Trio (2006)
- James Alexandropoulos-McEwan : SWAY pour alto, clarinette basse et piano (2015), 7 min
- Johan Amberg (en) : Fantasistykke (Fantasy Pieces), Op. 12 (1910)
- Milton Babbitt : Triad (1994)
- Florence Baschet :
  - Etruria, trio pour clarinette, alto et cristal Baschet (1991), 3 min, Jobert [note de programme]
  - Etruria II pour clarinette, alto et vibraphone (1994), 3 min, Jobert [note de programme]
- Nicolas Bacri : Trio "American Letters" (1994)
- Leslie Bassett : Trio (1953)
- Max Bruch : 8 Stücke (8 pièces), Op. 83 (1910)
- Jeffry Phillips Burns: Coast Clear (2005)
- Howard J. Buss (en) : Rêverie (1992)
- Alexandre Carlin : Trio (2013)
- Christian Dachez : Entre les ronces (2009)
- Brett Dean : Night Window (1993)
- Rudolf George Escher : Trio (1978)
- Thierry Escaich : Trio américain (2002)
- Arturo Fuentes : Zeitlos pour clarinette basse, piano et alto (2014)
- Rina Furano: Trio no 2 en sol majeur
- Jean Françaix : Trio (1990)
- Zeynep Gedizlioğlu (en) : In Schritten pour clarinette, alto et piano (2015)
- Anthony Girard : Trio (1991)
- Philippe Hersant : Six Bagatelles (2007)
- Félix Ibarrondo : Egatan pour clarinette, alto et piano (1999), 12 min 15 s, Jobert
- Márton Illés (en) : Scene Polidimensionali XV « Vonalterek » pour clarinette, alto et piano (2005), 10 min
- Gordon Jacob : Trio (1969)
- Theodoros Karyotakis (de) : Trio (1969)
- Nigel Keay : Trio en quatre mouvements "Adagietto Antique" (2009)
- Sven-Ingo Koch : Cantus pour clarinette, alto et piano (2009), édition du compositeur
- György Kurtág : Hommage à R. Schumann (1990)
- Franz Koringer (de) : Sonata profana 5, divertimento ungherese (1974)
- Mei-Fang Lin : Liaison pour clarinette, alto et piano (2019), 7 min 20 s, BabelScores
- Bruno Mantovani :
  - Da Roma pour clarinette, alto et piano (2004), 12 min, Lemoine[note de programme]
  - Une autre incandescence n° 1, adaptation de L'incandescence de la bruine pour clarinette, alto et piano (1998), 9 min, Lemoine
- Colin Matthews : Trois Interludes (1994)
- Siegfried Matthus : Wasserspiele (2001)
- Wolfgang Amadeus Mozart : Trio Kegelstatt en mi  majeur, K. 498 (1786)
- Yves-Marie Pasquet : Poème perdu pour clarinette, alto et piano (1988), 10 min, Ed. Musicales Transatlantiques [note de programme]
- Jānis Petraškevičs : et la nuit illumina la nuit (recitativi ed ariosi) pour clarinette en la, alto et piano (1997)
- Carl Reinecke : Trio en la majeur, Op. 264 (c. 1903)
- Yann Robin : Fterà pour clarinette basse, piano et alto (2014), 12 min, Jobert
- Julius Röntgen : Trio en mi  majeur (1921)
- José María Sánchez-Verdú : Qasid 3 pour clarinette, alto et piano (2000-2001), 10 min, Breitkopf & Härtel
- Leo Smit : Trio (1938)
- Heinrich Kaspar Schmid : Trio, Op. 114 (1944)
- Robert Schumann : Märchenerzählungen, op. 132 (1853)
- Elliott Schwartz : Vienna Dreams (1998)
- Samuel Sighicelli : Trio pour piano, alto et clarinette basse (1996), 10 min
- Roger Smalley : Trio (1992–1999)
- Juan Maria Solare : Sale con fritas (2005–2012)
- Richard Stoker : Terzetto, Op. 32 (1996)
- Franklin Stover: Two Pieces (1996)
- Marco Stroppa : Hommage à Gy. K. pour clarinette, alto et piano (2011, 1997-2003), 18 min, Ricordi
- Alfred Uhl : Kleines Konzert (1937, révisé en 1988)
- Huw Watkins (en) : Speak Seven Seas (2011)
- Jörg Widmann : Es war einmal... (Once Upon a Time...) (2015)
- Jean-Claude Wolff : Rhein-Erinnerung (2021)
- John Woolrich : A Farewell (1992)
- Seung Ha You: Trio "Réflexion sur la mort à Claus-Christian Schuster", Op. 2d (2011–2012)

### Trios de concertos pour alto ou clarinette
Bien qu'elles n'aient pas été conçues à l'origine comme des œuvres de musique de chambre, les œuvres de plusieurs compositeurs qui ont écrit des concertos pour alto et clarinette ont été arrangées pour un trio, la partie orchestrale étant condensée et réduite pour le piano. Notamment, le double concerto pour alto, clarinette et orchestre op. 88 (1911) de Max Bruch a été arrangé pour alto, clarinette et piano. Parmi les autres concertos avec ces instruments solistes figurent un concerto d'Aulis Sallinen et Alternatim (1997) de Luciano Berio.

## Transcriptions
- Johannes Brahms : Seven Piano Pieces, transcriptions de Paul Rosenbloom: Capriccio en fa  Mineur, Op. 76, No. 1; Intermezzo en si Mineur, Op. 119, No. 1; Intermezzo en mi Mineur, Op. 119, No. 2; Intermezzo en la Majeur, Op. 118, No. 2; Intermezzo en la Mineur, Op. 116, No. 2; Intermezzo en do Majeur, Op. 119, No. 3; Capriccio en sol Mineur, Op. 116, No. 3
- Edmund Neupert : Trois Miniatures, Op. 26, no 1-3, transcriptions de Paul Rosenbloom: Resignation; Elegy; Scherzo
- A Romantic Love Triangle: Three Romances, transcriptions de Paul Rosenbloom:	
  - Clara Schumann: Romance en la Mineur, Op.  21, no 1;
  - Robert Schumann : Romance en fa Majeur, Op. 28, no 2;
  - Johannes Brahms: Romance en ré Majeur, So laß uns wandern, Op. 75, no 3.